# Revolution (The Dubliners album)
 For alternative betydninger, se Revolution. (Se også artikler, som begynder med Revolution)
Revolution er et album af The Dubliners udgivet i 1970.
De medvirkende er Ronnie Drew, Luke Kelly, Barney McKenna, Ciaran Bourke og John Sheahan.
Det er det andet album af The Dubliners' albummer, der er produceret af Phil Coulter. Det var en milepæl i Coulter's karriere. The Dubliners have udviklet sig, og Coulter tilføjede nye instrumenter til deres sange. Bl.a. klaver, som han selv spillede.
Albummet indeholder sangen "Scorn not His Simplicity", som Coulter har komponeret om hans søn, der havde Downs syndrom. Luke Kelly skrev digtet "For What Died The Sons Of Róisín?".
I 1999 blev albummet genudgivet under samme navn og som en del af The Very Best of The Dubliners.

## Spor

### Side Et
1. "Alabama '58"
2. "The Captains and the Kings"
3. "School Days Over"
4. "Sé Fáth Mo Bhuartha"
5. "Scorn Not His Simplicity"
6. "For What Died the Sons of Róisín?"
7. "Joe Hill"

### Side To
1. "Ojos Negros"
2. "The Button Pusher"
3. "The Bonny Boy"
4. "The Battle of the Somme/Freedom Come-All-Ye"
5. "Biddy Mulligan"
6. "The Peat Bog Soldiers"